# 淵上旭江
淵上 旭江（ふちがみ きょっこう、宝暦3年（1753年） - 文化13年2月5日（1816年3月3日）は江戸時代中・後期の日本の絵師。名は禎、字は白亀、号ははじめ曲江のち旭光。舎亭を鳴亭・画隠窟。『日本勝地山水奇観』の著者として知られ、後の歌川広重にも影響を与え、明治時代の教科書にも挿絵として利用された。

## 略歴
児島郡上山坂村（玉野市）の農家に生まれたが、まもなく宮浦村（岡山市）に移ったらしく、そこで少年時代を送った。幼少より絵を好み、明和年間（1764－72）に備前・備中へ来遊した望月派の大西酔月に師事し、本格的に絵を習う。20歳ごろ郷を出て、全国各地を遍歴。四国から九州に渡り、長崎で南蘋派をはじめ、明清画の習得に努めたと見られる。やがて長崎を去り、豊後岡藩の城下を訪ね、田能村竹田の師淵野真斎らに画技を伝授している。竹田の記述によると、城下の絵画界は狩野派に独占されていたが、旭江の出現により人々はいわゆる漢画なるものを知り、その運筆の謹細さや、賦彩の明麗さに感激して競って旭江の画を求めたという。
その後も各地を回った後、寛政6年（1794年）大阪に定住。女流画家の鈴川玉簾と同居し、十時梅厓、皆川淇園らと交際する日々を過ごす。寛政11年（1799年）諸国の名勝を写生した画稿を整理し、各図に詩を賦した版画集『日本勝地山水奇観』4冊を刊行、次いで享和2年（1802年）後篇4冊を出版した。更に拾遺篇・附録を上梓する準備を進めるが、文化13年2月5日64歳で旭江が亡くなり、未完に終わっている。

## 代表作
- 神仙図絵馬 （千次神社）絵馬 天明5年（1785年） 瀬戸内市指定文化財
- 天橋立真景図屏風 （大津市歴史博物館） 絹本著色 二曲一隻 寛政12年（1800年） 海保青陵賛

## 参考資料
- 『開館記念 岡山の絵画500年 ─雪舟から国吉まで─』展図録、岡山県立美術館、1988年